# Павлівка Перша
Павлі́вка Пе́рша — село в Україні, у Тальнівській міській громаді, Звенигородського району Черкаської області. У селі мешкає 676 людей.

## Історія
Станом на 1885 рік у колишньому військовому поселенні Торговицької волості Уманського повіту Київської губернії мешкало 1459 осіб, налічувалось 273 дворових господарства, існувала православна церква, школа, постоялий будинок і вітряний млин.
За переписом 1897 року кількість мешканців зросла до 1880 осіб (908 чоловічої статі та 972 — жіночої), з яких 1853 — православної віри.
Село постраждало внаслідок геноциду українського народу, проведеного окупаційним урядом СССР 1932—1933 та 1946–1947 роках[джерело?].